# Soudan (région)
Cet article traite de la région du Soudan, et ne doit pas être confondu avec les entités politiques qui ont tiré leurs noms de celle-ci: les actuels pays de la république du Soudan et du Soudan du sud (ex-Soudan ottoman et Soudan anglo-égyptien), ou encore le  Soudan français, devenu l’éphémère république soudanaise (actuel Mali)
Pour les articles homonymes, voir Soudan (homonymie).

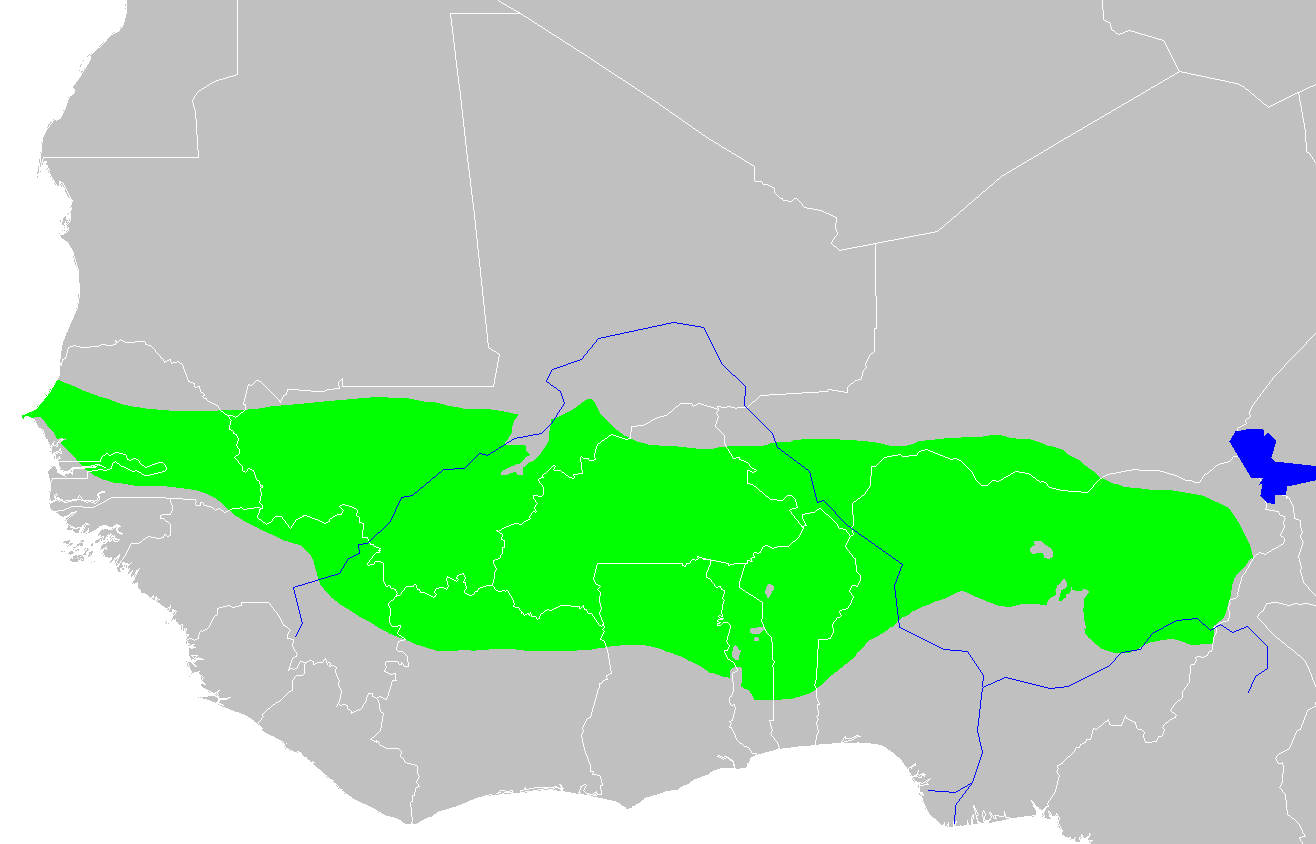
Savane soudanienne occidentale

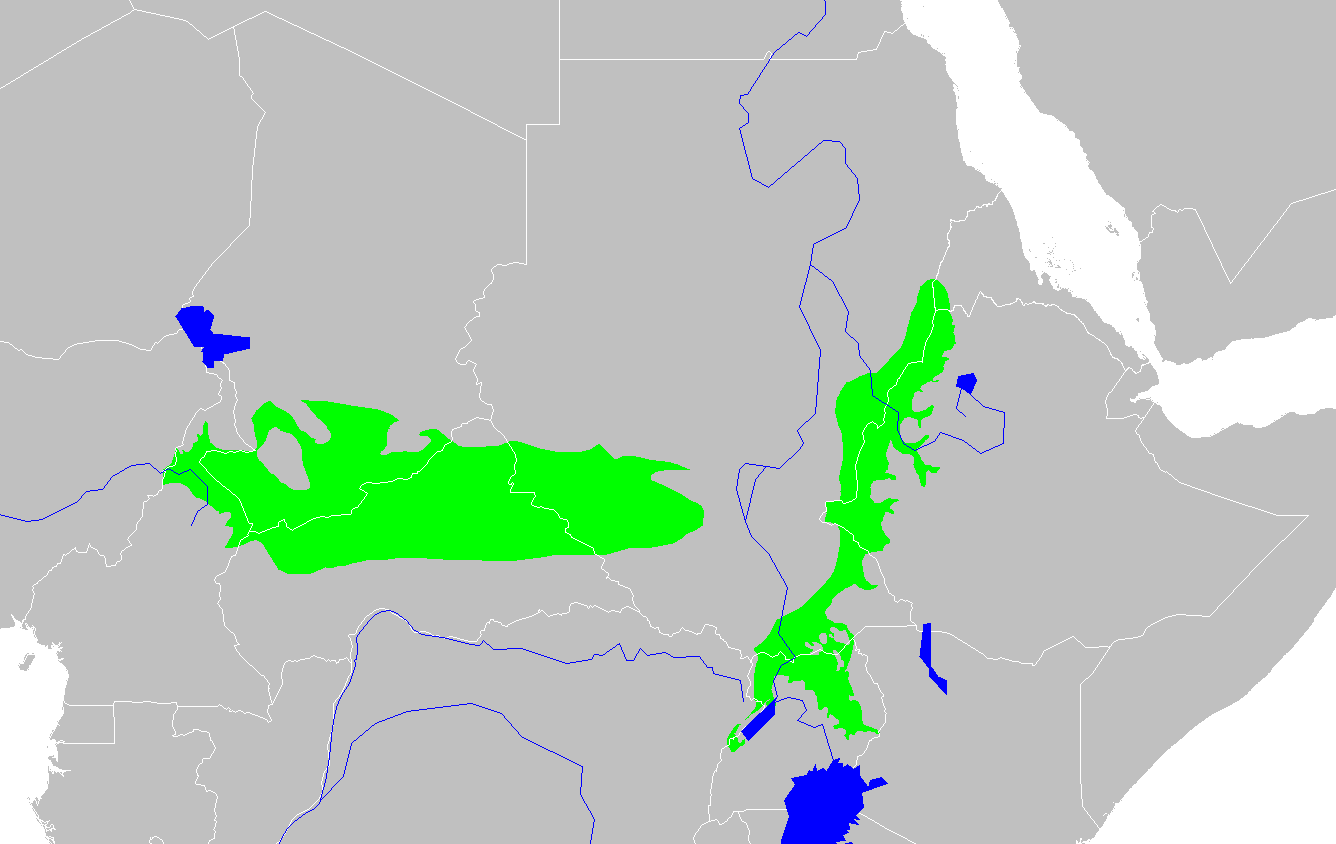
Savane soudanienne orientale

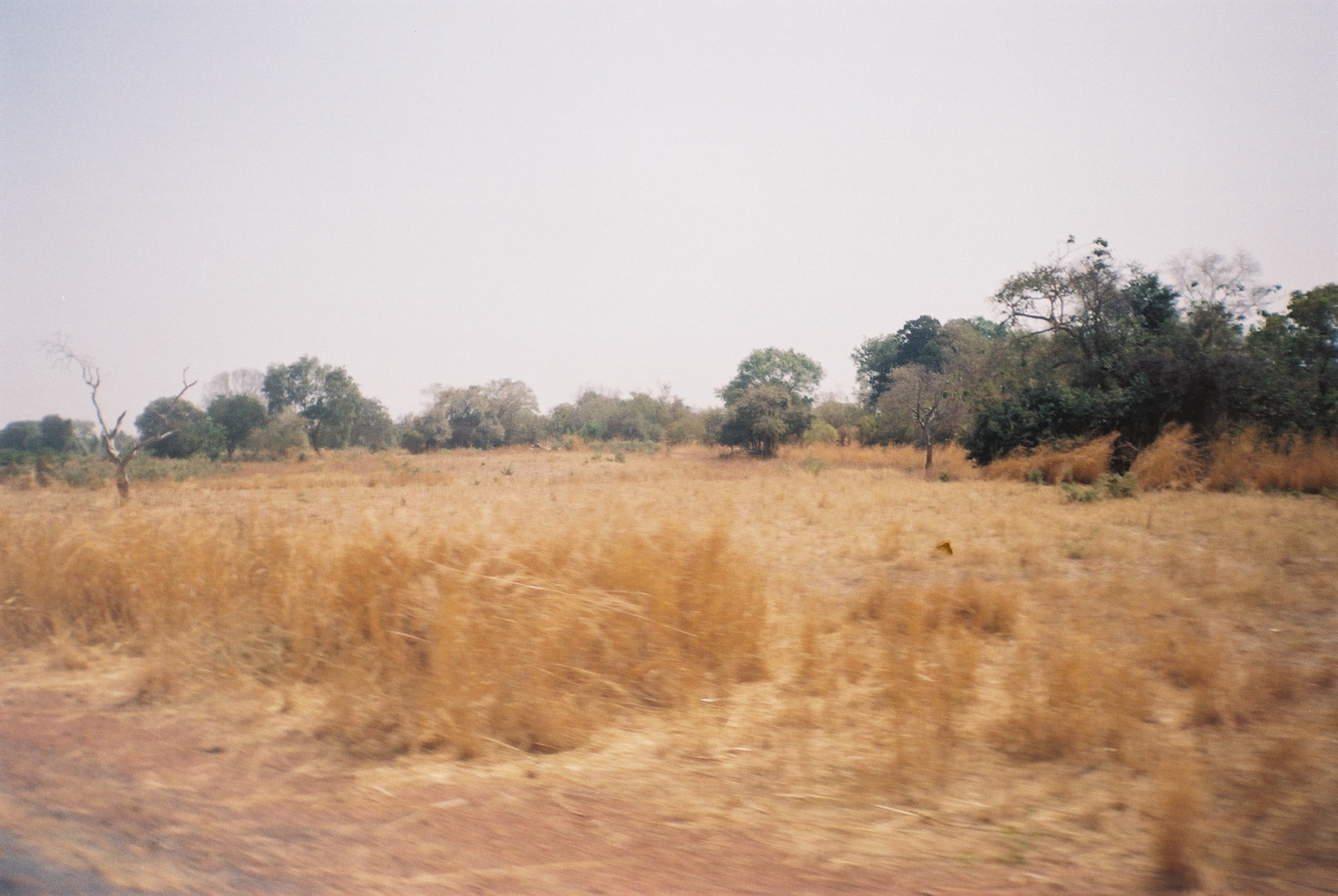
Paysage ouvert dans le Nord de la Gambie

Le Soudan est une région géographique d’Afrique s'étendant d'ouest en est au sud du Sahel, jusqu'à la partie Ouest de l'état du même nom.
C'est une région essentiellement composée de champs ouverts, de forêts éparses et de forêts galeries (du Niger, du Nil Blanc et du bassin du Tchad). C'est une zone de transition entre le Sahel au nord et la forêt dense équatoriale au sud.
La région est menacée de désertification, due à la sécheresse intense et au surpâturage.

## Étymologie
La région dérive son nom de l'expression arabe بلاد السودان, bilād as-sūdān, signifiant « pays des Noirs » (بلاد, bilād, est le pluriel de بلد, balad, « pays » ; ال, as, est l'article défini ; سودان, sudān, est le pluriel de أسود, áswad, Noir) et dénotant l'Afrique de l'Ouest et le Nord de l'Afrique centrale. L'expression désigne une zone à peu près équivalente à celle qui a été appelée en français Nigritie intérieure.

## Géographie
Les températures annuelles moyennes varient entre 23 et 29 degrés. Les températures en hiver sont au-dessus de 20° et 30° en été ; les fluctuations de quotidiennes peuvent atteindre 10 à 15 degrés. En été, la mousson apporte la pluie de l'équateur. Les précipitations varient de 100‑200 mm au nord à 1 500-2 000 mm au sud[réf. nécessaire]. L'harmattan (vent chaud et sec du nord-est) souffle en hiver depuis le Sahara.
La région du Soudan s'étend sur une bande de 5 000 km de long et de quelques centaines de km de large à travers l'Afrique, depuis la frontière du Sénégal, à travers le Sud du Mali (appelé Soudan français lors de la colonisation française), le Burkina Faso, le Sud du Niger, le Nord du Nigeria, le Nord du Ghana , le Sud du Tchad et l'Ouest du Darfour, région du pays du Soudan.
Au nord de la région s'étend le Sahel, une région de savane d'acacia plus aride qui elle-même borde le désert du Sahara au nord et les plateaux d'Éthiopie à l'est. Au sud-ouest est située la savane soudanienne occidentale, une savane tropicale bordant la forêt tropicale humide d'Afrique de l'Ouest. Le centre de la région est occupé par le lac Tchad et les régions plus fertiles qui l'entourent ; au sud de celles-ci s'étend le Grassland du Cameroun. La savane soudanienne orientale, une autre région de savane tropicale, est située au sud-est, le long de la forêt d'Afrique centrale. Elle cède la place à l'est au Sudd, une zone humide tropicale alimentée par le Nil blanc.

## Histoire
Les premières mentions de la région remontent à l'Antiquité, évoquées par plusieurs expéditions envoyées depuis l'Afrique romaine en direction du sud. Julius Maternus et Septimius Flaccus participent à des expéditions romaines en Afrique subsaharienne vers la fin du Ier siècle. Julius Maternus aurait atteint le bassin du Tchad. Cependant la première description détaillée de la région n'est produite que plus tardivement par l'historien et géographe Al-Yaqubi. Par la suite, Al-Bakri, Al Idrissi et Yaqout al-Rumi fournissent des versions plus détaillées mais se concentrent surtout sur la région qui entoure le lac Tchad.
La région est étroitement liée au commerce transsaharien. Les sultanats orientaux étaient le Darfour, Baguirmi, Sennar et Ouaddaï ; plus au centre, l'empire Royaume du Kanem-Bornou et le royaume Haoussa ; à l'ouest, l'empire du Ghana, l’empire du Mali , l'Empire songhaï et le peuple mossi. Plus tard, les Peuls se répandirent à travers une vaste zone. Pendant la période de colonisation naquirent le Soudan français et le Soudan anglo-égyptien.
Depuis le début du Moyen Âge, de nombreuses personnes originaires du Soudan ont été utilisées comme « une source d'esclaves pour le monde méditerranéen » lors de la traite transsaharienne. Puis avec l'arrivée des Portugais au XVe siècle, « les gens furent orientés vers la traite négrière atlantique », étendant la période d'esclavage à plus de mille ans pour le Sahara et quatre siècles pour le commerce atlantique. L'esclavage a façonné de manière critique les institutions et les systèmes de la région. Les Portugais sont arrivés pour la première fois en Sénégambie et ont découvert que l'esclavage était "bien établi" dans la région, utilisé pour "nourrir les cours des rois côtiers comme il était utilisé dans les empires médiévaux de l'intérieur". Entre le processus de capture, d'asservissement et « d'incorporation dans une nouvelle communauté, l'esclave n'avait ni droits ni identité sociale ». En conséquence, l'identité des personnes qui ont été réduites en esclavage "provenait de l'appartenance à un groupe d'entreprises, généralement fondée sur la parenté".
L'axe commercial du commerce transsaharien qui relie le Sahel central à la Libye devient, entre le XVIe et XIXe siècles le principal axe subsistant de ce commerce. 

## Population
Bien que la région soit divisée en plusieurs entités politiques, ses habitants partagent des modes de vie similaires, dictés par la géographie. L'économie est largement pastorale ; le sorgo et le riz sont cultivés dans le sud de la région.
À l'époque coloniale, la région du Soudan est essentiellement dirigée par la France ; les pays qui la composent actuellement ont acquis leur indépendance dans la deuxième moitié du XXe siècle.